# Iroquois Falls Secondary School
Die Iroquois Falls Secondary School ist eine Sekundarschule in Iroquois Falls und Teil der District School Ontario North East.

## Geschichte
Ursprünglich wurde sie 1915 als Primarschule für 23 Schüler eröffnet. 1920 wurde sie durch ein Feuer zerstört und wieder aufgebaut und in Iroquois Falls Continuation School umbenannt. Die Schule nahm im September 1920 nach der Fertigstellung des Gebäudes die ersten 15 Schüler der Klassen 9 und 10 unter der Leitung von Major John Day auf. 
Im Jahre 1970 wurde die Höchstzahl von 1557 Schülern an der Schule unterrichtet. Im Schuljahr 2020/2021 gab es 471 Schüler.